# Stowarzyszenie Absolwentów Politechniki Gdańskiej
Stowarzyszenie Absolwentów Politechniki Gdańskiej (SAPG) – stowarzyszenie działające od 1988 r. w Gdańsku, integrujące środowiska alumnatu Politechniki Gdańskiej.

## Cele stowarzyszenia[3]

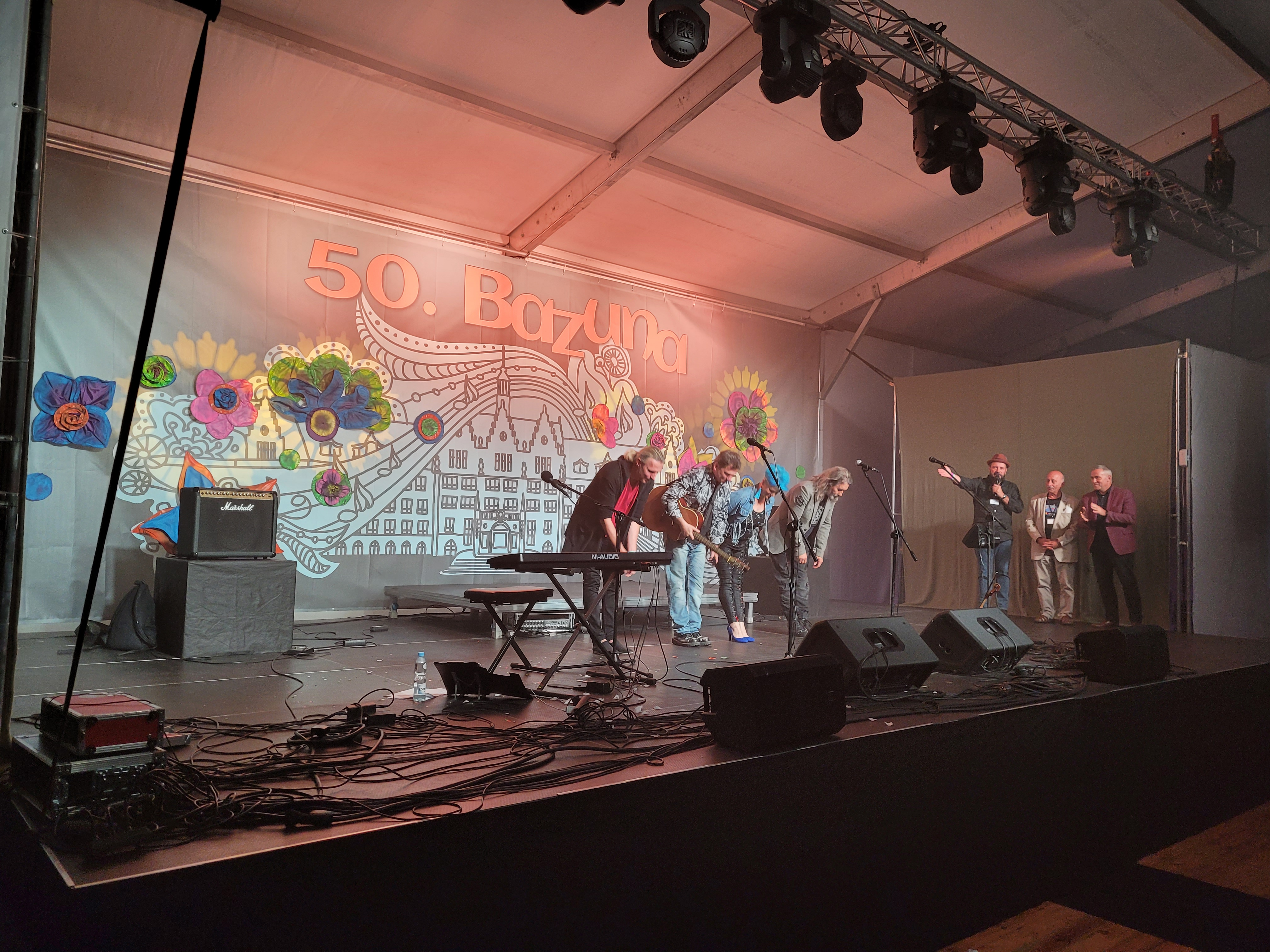
Występ Lubelskiej Federacji Bardów, finałowy koncert jubileuszowego 50. Festiwalu Bazuna, organizowanego przez SAPG, Politechnika Gdańska

- skupianie absolwentów PG ze wszystkich okresów istnienia uczelni, zainteresowanych utrzymywaniem z nią kontaktów
- współpraca z władzami uczelni w celu jej rozwoju i pielęgnowania związanych z nią tradycji
- rozwój i pielęgnowanie kontaktów koleżeńskich, organizowanie pomocy koleżeńskiej wśród absolwentów uczelni oraz nawiązywanie kontaktów z absolwentami innych wyższych uczelni na terenie zakładów pracy
- udzielanie uczelni pomocy w organizacji nauki, dydaktyki i wychowania
- utrzymywanie i poszerzanie kontaktów absolwentów z macierzystymi wydziałami przez wymianę informacji o ich działalności oraz osiągnięciach zawodowych i naukowych, o potrzebie kształcenia podyplomowego określonej specjalności, a także o tworzeniu nowych specjalności i specjalizacji
- kształtowanie etyki zawodowej i pielęgnowanie tradycji zawodów, do których przygotowuje uczelnia
- pobudzanie działalności społecznej absolwentów uczelni w ruchu stowarzyszeń naukowo-technicznych
- tworzenie bazy danych absolwentów uczelni w Polsce i na świecie.

Stowarzyszenie podejmuje wszelkie działania integrujące absolwentów uczelni: nawiązywanie i utrzymanie łączności, tworzenie płaszczyzn kontaktów i pogłębianie więzi, krzewienie i kultywowanie osiągnięć naukowych, dydaktycznych, kulturalnych i sportowych politechniki, pomocą koleżeńską itp. Podejmowane są różnorakie inicjatywy, jak wyjazdy integracyjne i edukacyjne, wizyty w muzeach, udział w spektaklach teatralnych i koncertach itp.

## Polacy na Politechnice Gdańskiej przed 1945

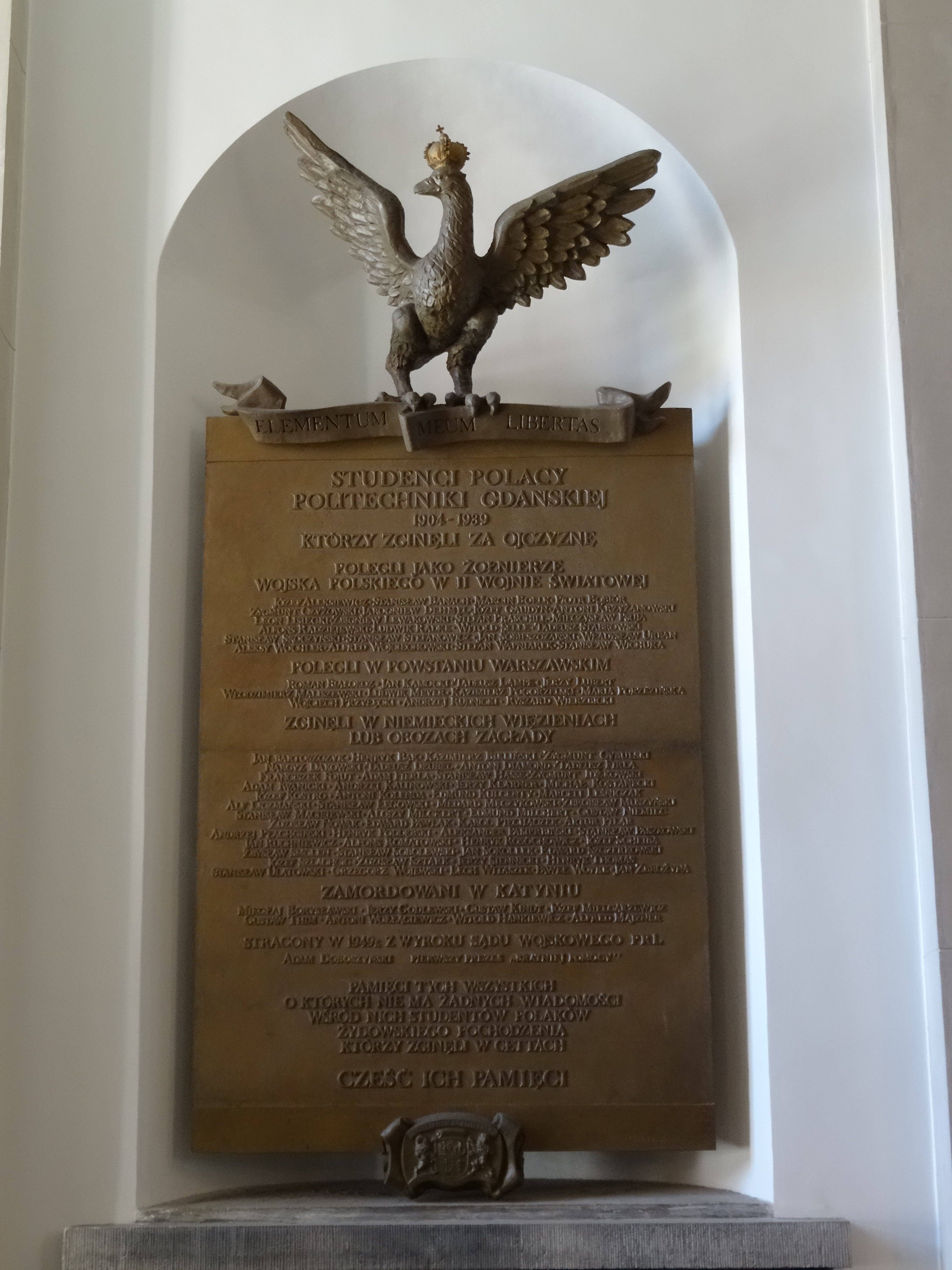
Tablica upamiętniająca Polaków – przedwojennych studentów Politechniki Gdańskiej

6 października 1904, w chwili utworzenia „Królewskiej Politechniki w Gdańsku” (niem. Königliche Technische Hochschule zu Danzig), na jej wydziałach podjęło studia 2 Polaków z Kongresówki i Poznańskiego, którzy używali nazwy „Politechnika Gdańska”. Do roku 1914 liczba studentów przyznających się do polskości nie przekraczała 10–12, chociaż faktycznie mogło ich być znacznie więcej; w roku 1913 powstał tajny polski Związek Akademików Gdańskich „Wisła”. Była to pierwsza organizacja polskich studentów na uczelni, którzy stawiali sobie za cel działalność narodową i dążenie do niepodległości Polski. Nowy związek nawiązał ścisłą współpracę z Polakami zamieszkującymi w Gdańsku. Traktat wersalski z 1920 ustanowił Wolne Miasto Gdańsk, na podstawie Konwencji polsko-gdańskiej (1920), od tego czasu uczelnia funkcjonująca pod nazwą Technische Hochschule der Freien Stadt Danzig podlegała zwierzchnictwu Senatu Wolnego Miasta. Od tej pory przyjmowano studentów w kategoriach: Obywatele Wolnego Miasta Gdańsk, Niemcy, Polacy oraz cudzoziemcy. 29 czerwca 1921 zarejestrowano organizację „Bratnia Pomoc Zrzeszenia Studentów Polaków Politechniki Gdańskiej”, w latach następnych powstawały polskie korporacje i polskie koła naukowe. W latach 20. liczba Polaków rosła, by w 1932 osiągnąć liczbę 600 osób z obywatelstwem polskim (33%) wśród 1800 studentów, niektórzy doktoryzowali się. Liczba ta utrzymywała się na podobnym poziomie aż do marca 1939 r., gdy niemieckie bojówki usunęły 420 polskich studentów z uczelni przy biernej aprobacie sympatyzującego z faszystami rektora Pohlhausena. Do tzw. skandalu w Café Hausball doszło 11 lutego, gdy na drzwiach popularnej studenckiej kawiarni we Wrzeszczu tuż przed wieczorkiem tanecznym pojawił się napis: Polakom i psom wstęp wzbroniony! Biedne psy!. Spośród Polaków studiujących w Gdańsku przed 1939 około 40 rozpoczęło pracę w Politechnice Gdańskiej po przekształceniu uczelni niemieckiej w polską państwową szkołę akademicką (24 maja 1945 roku).

## Historia Stowarzyszenia[11][12]
Idea powołania stowarzyszenia powstała w 1987, a inicjatorem był ówczesny rektor PG prof. dr hab. inż. Bolesław Mazurkiewicz.
- 24.11.1987 – odbyło się spotkanie założycielskie SAPG, na którym powołano Komitet Organizacyjny SAPG, w skład którego wszedł prof. Jerzy Doerffer, prof. Witold Jan Urbanowicz – przewodniczący Koła byłych Studentów Politechniki Wolnego Miasta Gdańska, prorektor doc. Zbigniew Kowalski, wiceprezydent Gdańska Bogdan Kasprzycki, wicewojewoda Jan Wojciech oraz doc. Wiesław Gruszkowski.
- marzec 1988 – stowarzyszenie zostało zarejestrowane w Urzędzie Wojewódzkim

I kadencja 1988 - 1991
- 20.5.1988 – I Walne Zgromadzenie SAPG, prof. J. Doerffer wybrany na pierwszego przewodniczącego
- grudzień 1989 – SAPG wzięło udział w organizacji zjazdu Koła byłych Studentów Polaków Politechniki Wolnego Miasta Gdańska
- maj 1990 – SAPG powołało przedstawicieli na wszystkich wydziałach uczelni

II kadencja 1991 - 1996
- 13.9.1991 – uchwałą zjazdu nadano godność członków honorowych SAPG profesorom: Jerzemu Doerfferowi i Witoldowi Urbanowiczowi. Opracowano koncepcję i projekt insygniów dla osób uhonorowanych godnością doktora honoris causa PG
- 1993 – Koło byłych Studentów Polaków Politechniki Wolnego Miasta Gdańska, będące w strukturze SAPG wydało „Księgę Pamiątkową”, zawierającą artykuły o historii uczelni oraz biogramy 1141 Polaków, którzy w latach 1904–1939 studiowali w Gdańsku. Przy wejściu do Gmachu Głównego wmurowano tablicę upamiętniającą pomordowanych i poległych polskich studentów
- wrzesień 1995 – w Bydgoszczy powstał oddział SAPG
- wrzesień 1995 – staraniem SAPG wydano uzupełnioną edycję książki „XXV lat Bratniej Pomocy”, publikacji skonfiskowanej w 1948 przez komunistyczne władze. Celem tej publikacji było przekazanie pamięci o trudnych czasach następnym pokoleniom młodzieży akademickiej
- wrzesień 1995 – SAPG pozyskało sponsorów, którzy dofinansowali studentom wyjazdy zagraniczne
- wrzesień 1995 – SAPG wystąpiło z inicjatywą opracowania i wydania ksiąg jubileuszowych, dokumentujących historię, dorobek naukowy i dydaktyczny, zawierające spisy absolwentów. Opracowano również księgi biogramów wybitnych pracowników PG.

III kadencja 1996 - 2000
- styczeń 1997 – afiliowano Klub Studenckiej Agencji Radiowej przy SAPG
- 7-8.6.1997 – współorganizacja zjazdu dawnych redaktorów i organizatorów Studenckiej Agencji Radiowej z okazji 40-lecia SAR
- 29.11.1997 – współorganizacja uroczystego posiedzenia Parlamentu Studentów PG z okazji 40-lecia samorządu studenckiego na PG

IV kadencja 2000 - 2003
- 2001 – rejestracja Stowarzyszenia według nowych przepisów, uzyskuje ono prawo działalności finansowej
- 2002 – powołanie Politechnicznego Klubu Biznesu PKB+, popierającego przedsiębiorczość i dbającego o rozwój uczelni

V kadencja 2003 - 2006
- 5.10.2004 – SAPG wraz z Samorządem Studentów PG zorganizowało spotkanie z okazji jubileuszu 100-lecia uczelni, w którym uczestniczyło kilkudziesięciu rektorów uczelni europejskich

VI kadencja 2006 - 2009
- 23–25.11.2007 – współorganizacja obchodów 50-lecia Uczelnianego Parlamentu Studentów PG

VII kadencja 2009 - 2012
- październik 2011 – organizacja benefisu z okazji 90-lecia urodzin doc. dr inż. Marianny Sankiewicz i nadania jej na wniosek SAPG Krzyża Komandorskiego Orderu Odrodzenia Polski.
- 22–24 czerwca 2012 – współorganizacja 40. Ogólnopolskiego Turystycznego Przeglądu Piosenki Studenckiej „Bazuna”

VIII kadencja 2012 - 2015
- 24.11.2012 – obchody 55-lecia studenckiego parlamentaryzmu na PG. Przyjęto „Manifest” apelujący o realizację wychowania morskiego studentów w Polsce
- 25.5.2013 – uroczyste Walne Zgromadzenie SAPG z okazji 25-lecia organizacji

IX kadencja 2015-2017
X kadencja 2017-2019
- 31.8.2018 – ukazał się pierwszy numer Biuletynu SAPG[13]

XI kadencja 2019-2021
XII kadencja 2021-2023
- 27 listopada 2021  –  walne zgromadzenie wybrało nowe władze[14]
- 19 listopada 2022  –  obchody 65-lecia Parlamentu Studentów PG[15]
- 7-10 lipca 2022 – współorganizacja 50. Ogólnopolskiego Turystycznego Przeglądu Piosenki Studenckiej „Bazuna”[15]

XIII kadencja 2023-2025
- 30 czerwca-2 lipca 2023 – współorganizacja 51. Ogólnopolskiego Turystycznego Przeglądu Piosenki Studenckiej „Bazuna”[16]
- 16 lutego 2024  –  premiera filmu "Zielony Atrament" w reż. Pawła Wyszomirskiego[17]
- 2024  –  obchody 120-lecia Politechniki Gdańskiej[18]

## Członkowie honorowi[12]
Godność członka honorowego stowarzyszenia otrzymali m.in.:
- Jerzy Doerffer
- Witold Urbanowicz
- Bolesław Mazurkiewicz
- Edmund Wittbrodt
- Jacek Jettmar

## Przewodniczący stowarzyszenia

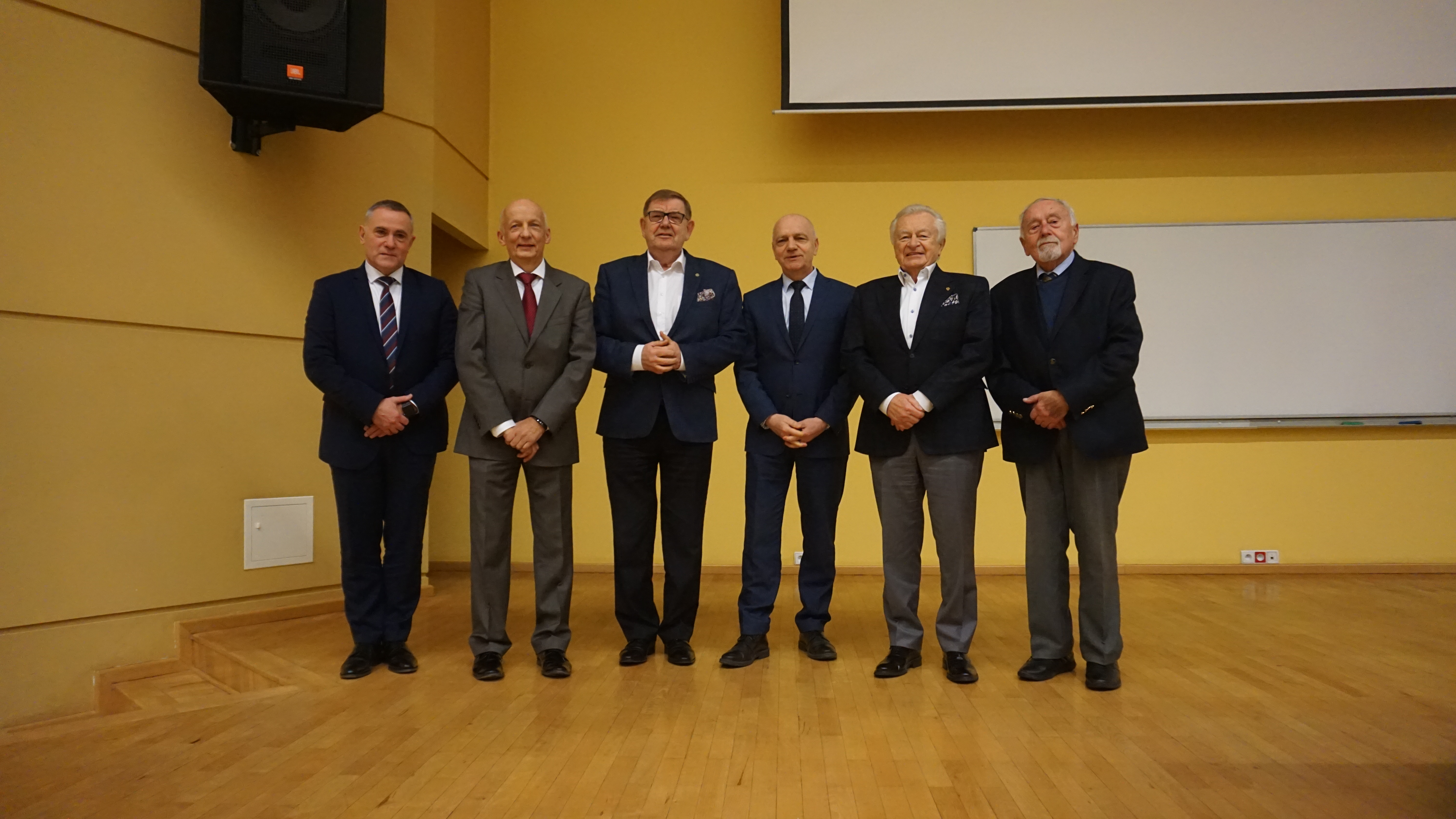
Przewodniczący SAPG Jerzy Świniański oraz Prorektor PG i byli przewodniczący: Krzysztof Dolny, Ryszard Trykosko, Janusz Nieznański (Prorektor PG), Jan Zarębski, Jacek Jettmar w czasie walnego zgromadzenia SAPG 27 listopada 2021 r.

## Przewodniczący stowarzyszenia[12]
- Jerzy Doerffer (1988–1993)
- Jerzy Doerffer (1993–1996)
- Edmund Wittbrodt (1996–2000)
- Edmund Wittbrodt (2000-2003)
- Jacek Jettmar (2003–2006)
- Jacek Jettmar (2006–2009)
- Jan Zarębski (2009–2012)
- Jan Zarębski (2012–2015)
- Ryszard Trykosko (2015–2017)
- Ryszard Trykosko (2017–2019)
- Krzysztof Dolny (2017–2019)
- Krzysztof Dolny (2019–2021)[19][14]
- Jerzy Świniański (2021-2023)[20]
- Jerzy Świniański (2023-2025)